# Natklub
Natklub, eller bare klub – eller den engelske form club – er et underholdningssted og bar, der normalt fungerer langt ud på natten. En natklub adskiller sig generelt fra almindelige barer og pubber, ved at inkludere en scene til livemusik, et eller flere dansegulve samt et DJ-podie, hvorfra en DJ spiller indspillet musik. Mange natklubber har et eksklusivt design, hvor der er inkluderet et eller flere VIP-områder. Natklubber er mere tilbøjelige end pubber eller sportsbarer, til at bruge dørmænd, til at screene potentielle klubgæster før de lukkes ind. I nogle natklubber stilles der krav til påklædning, som en del af klubbens Dresscode. De travleste nætter for en natklub er typisk fredag og lørdag aften. Mange klubber har bestemte musikgenrer, såsom house eller hiphop.

## Historie
I gamle dage, havde de fleste større byer en varieté eller en kabaret. De to begreber overlapper hinanden, men fælles er, at begge bød på levende musik, ofte mad, fin betjening, stemning, æstetik, og tillige som regel dans. Og der var altid underholdning af artister. Det var typisk sen aften- eller natunderholdning og blev også kaldt nat-kabaret eller natklub.
Atlantic Palace, der lå på Axeltorv, og Valencia, der lå i Vesterbrogade 32, begge i København, er et par typiske eksempler på tidligere tiders natklub.
Valencia var fra 1927 og frem til slutningen af 1960'erne en af Nordens førende natklubber med optræden af artister og kunstnere fra alverdens lande. Lokalet var førkrigstids elegant indrettet i rødbrune farvenuancer med prismelysekroner og guldlampetter (væglamper). Det var et af Københavns såkaldte "fine" steder, som blev frekventeret af de såkaldte "højere samfundslag", men samtidig også omtalt som et "fysted", fordi der altid var mulighed for at få selskab af letlevende damer. Publikum blev modtaget af en fornemt klædt portier ved døren, og efter at overtøjet var blevet anbragt i garderoben, blev gæsterne ledsaget til et bord af inspektøren. Bestilling blev modtaget af en overtjener og serveret af tjenerne. Artistoptræden foregik enten på et podie foran orkestertribunen eller på selve dansegulvet, hvorfor Valencia blev betegnet som "floorshow" (på dansk: gulvforestilling).
I dag er eneste tilbageværende permanente danske varieté i Cirkusbygningen, som blev overtaget af den svenske underholdningsvirksomhed, Wallmans. Desuden er der Natkabaret i Århus under festugen.